# Frederik af Slesvig-Holsten-Gottorp
Frederik af Slesvig-Holsten-Gottorp (født 17. juli 1635 på Gottorp Slot, død 2. august 1654 i Paris) var en dansk-tysk prins, der var arving til den gottorpske hertugtitel.
Han var søn af hertug Frederik 3. af Slesvig-Holsten-Gottorp og bror til dronning Hedvig Eleonora af Sverige. Han døde 17 år gammel af feber under en dannelsesrejse i Paris. Hans arvtager og yngre bror Johan Georg døde også på en udlandsrejse, lidt over et år senere. Hertugtitlen gik derfor videre til deres lillebror, Christian Albrecht.